# EASO Obesity Prize for Excellence
Obesity Prize for Excellence er en international pris, der årligt uddeles af European Association for the Study of Obesity (EASO). i samarbejde med Novo Nordisk Fonden Prisen anerkender ekstraordinære videnskabelige bidrag til forskning i fedme og fremhæver banebrydende opdagelser, der forbedrer forståelsen, forebyggelsen og behandlingen af fedme.
Prisen blev oprettet og uddelt første gang i 2023.

## Historie og Baggrund
Prisen blev oprettet i 2023 for at sætte fokus på den globale udfordring med fedme, en tilstand med store sundhedsmæssige og økonomiske konsekvenser. Målet er at hædre forskere, der har gjort væsentlige fremskridt inden for forståelse af mekanismerne bag fedme, udviklingen af behandlinger eller politiske initiativer til at bekæmpe fedme.
Prisen uddeles for at anerkende enestående forskning eller teknologiske bidrag til forståelsen af fedme, herunder dets årsager, komplikationer samt forebyggelse og behandling.

## Pris og præmie
Prisen består af 2 millioner danske kroner, hvoraf 300.000 kroner er en personlig præmie, og 1,7 millioner kroner er øremærket til forskningsformål (2024).

### Udvælgelse af prisvinder
Prisvinderen udvælges ud fra følgende kriterier:
1. International anerkendelse som forsker med væsentlige bidrag til fedmeforskning.
2. Modtageren skal være tilknyttet et universitet, hospital eller en anden non-profit institution for at kunne komme i betragtning

### Modtagere
Liste over tidligere modtagere af prisen:
| År   | Modtager               | Tilknyttet institution                    |
| ---- | ---------------------- | ----------------------------------------- |
| 2023 | Professor Luth Roos    | Københavns Universitet                    |
| 2024 | Professor Antje Körner | Helmholtz Munich og University of Leipzig |